# Eden Island (British Columbia)
Eden Island ist eine Insel zwischen dem Festland, den Küstenbergen der Northern Pacific Ranges, der kanadischen Provinz British Columbia und der vorgelagerten Insel Vancouver Island. Eden Island gehört zur Inselgruppe des Broughton-Archipels und liegt im Regional District of Mount Waddington sowie im Schutzgebiet des Broughton Archipelago Conservancy. Außerdem wird die Insel dem Great Bear Rainforest zugerechnet.
Die Insel hat die Form einer in Ost-West-Richtung liegenden Acht, wobei der westliche Teil etwa zwei- bis dreimal so groß ist wie der östliche Teil.

## Lage
Die Insel liegt am östlichen Ende der Königin-Charlotte-Straße. Innerhalb der Inselgruppe liegt die Insel dann im zentralen Westen. Wie verschiedene andere Inseln im Westen des Archipels ist sie zwar vom Gebiet des Broughton Archipelago Marine Provincial Parks umschlossen, gehört aber zum eigenständigen Schutzgebiet des Broughton Archipelago Conservancy.
Nördlich der Insel sowie des Fife Sound liegt Broughton Island. Östlich der Insel liegt Insect Island, dass Teil des Provinzparks ist. Auch das südöstlich gelegene Tracey Island sowie andere südwestlich gelegener kleinere Inseln (von denen Crib Island die größte ist) gehören zum Park, während das weiter südlich gelegene Mars Island dann wieder zum Schutzgebiet des Broughton Archipelago Conservancy gehört. Das nordöstlich gelegene Fly Island gehört weder zum Provinzpark noch zum Schutzgebiet, sondern ist ein Indian reserve („Kukwapa No. 5“) der First Nation, hier der Dzawada'enuxw.

## Namensherkunft
Die Insel wurde um 1864 vom britischen Marineoffizier Daniel Pender nach Charles Eden, einem der Lords der britischen Admiralität, benannt.